# Jardin Eugénie-Djendi
Le jardin Eugénie Djendi est un jardin public situé dans le 15e arrondissement de Paris, sur la rive gauche de la Seine, dans le parc André-Citroën, voisin de l'hôpital européen Georges-Pompidou.

## Situation et desserte

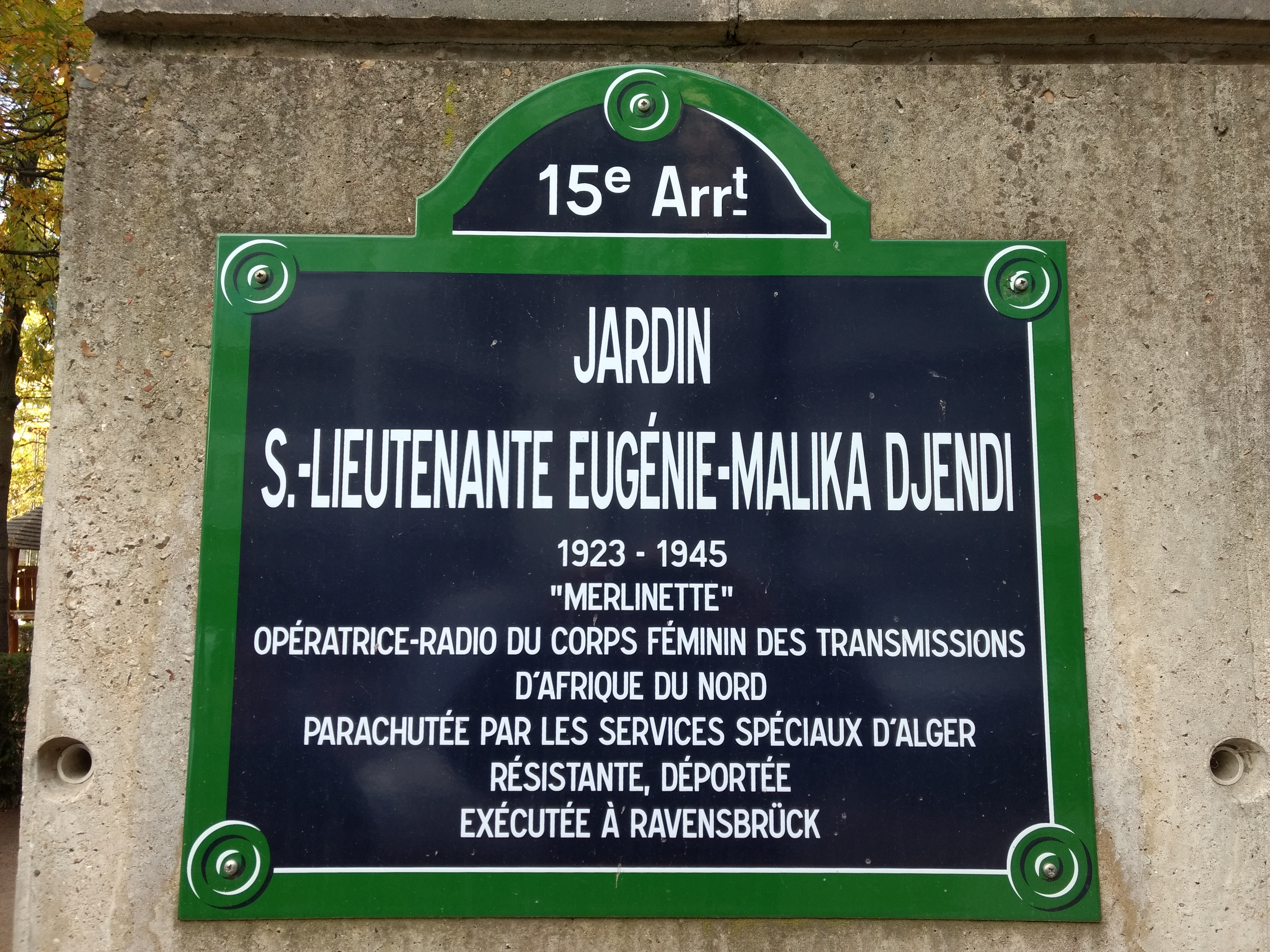
Plaque d'une des entrées du jardin Eugénie-Malika Djendi.

Le jardin se trouve au 29 rue de la Montagne-de-la-Fage, dans le 15e arrondissement de Paris. Il est desservi par la ligne 10 (station Javel - André Citroën) et par la ligne 8 (stations Lourmel et Balard), le RER C (gare du Pont du Garigliano et gare de Javel) et la ligne de tramway T3a (station Pont du Garigliano).

## Historique
Il a été nommé en juillet 2015 en mémoire de la résistante Eugénie Djendi, sous-lieutenant de l'armée française, "Morte pour la France " à Ravensbrück en 1945.
Eugénie Djendi a été déclarée « Morte pour la France » et a reçu à titre posthume la Légion d'honneur, la Croix de guerre avec palme de vermeil et la médaille de la Résistance.
En 2019, un monument aux morts pour la France en opérations extérieures (OPEX) est installé à l'intérieur du jardin. Il est inauguré le 11 novembre 2019 par le président de la République française, Emmanuel Macron, en présence de familles et proches des défunts.